# Parafia św. Jana Pawła II w Mądrzechowie
Parafia świętego Jana Pawła II w Mądrzechowie – parafia rzymskokatolicka, znajdująca się w diecezji pelplińskiej, w dekanacie Bytów.